# 穆氏圓鰺
穆氏圓鰺（学名：Decapterus muroadsi）为輻鰭魚綱鱸形目鱸亞目鲹科圆鲹属的鱼类。分布印度洋-太平洋海域、日本、夏威夷西北部、澳洲東西海岸、復活節島以及加州灣至秘魯等。體呈長橢圓形，尾鰭叉形、背鰭2個，背鰭硬棘9枚、背鰭軟條30-36枚、臀鰭硬棘3枚、臀鰭軟條25-30枚，體長可達25公分，棲息在沿海礁石區，生活習性不明，為高經濟價值的食用魚。